# Nanumea
Nanumea è un atollo situato nell'oceano Pacifico. Appartiene amministrativamente a Tuvalu, ha una superficie di 3,9 km² ed una popolazione di 610 abitanti (2022).
L'atollo è composto da 5 isolette (o motu):
- Lakena
- Lefogaki
- Nanumea
- Teatua a Taepoa
- Temotufoliki